# Gustav Majer
Gustav Majer, genannt Schwabenmajer  (* 21. März 1847 in Balingen, Königreich Württemberg; † 6. September 1900 in Oberschleißheim) war ein deutscher Genre- und Kunstmaler der Romantik, der vor allem in München wirkte.

## Leben
Majer war der Sohn des gleichnamigen Gymnasialprofessors Gustav Majer. Er besuchte zunächst die Volksbildungsanstalten seiner Heimatstadt und absolvierte anschließend mit Auszeichnung die Kunstschule in Stuttgart. Majer setzte seine Kunststudien in Köln und München fort. Er trat als Freiwilliger in das Militär ein und nahm als Soldat am Deutsch-Französischen Krieg teil. Für seinen Einsatz wurde er mit der Württembergischen Tapferkeitsmedaille und mit dem Eisernen Kreuz ausgezeichnet. Nach seiner Rückkehr nach München wurde er ein Schüler von Karl Theodor von Piloty und widmete er sich der Malerei und trat in die Künstlervereinigung „Allotria“ ein. Dort war der „Schwabenmajer“ für seinen Humor bekannt und beliebt, den er in Wort (als Hausdichter oder Vereinspoet) und Bild zur Geltung brachte. Über Franz von Lenbach, der ebenfalls Mitglied dieser Vereinigung und für seine Bismarckporträts bekannt war, soll Majer folgenden Reim verfasst haben:

„Malt, wie seine Augen blitzen, wie die mächt’gen Brauen sitzen, Nimmt den Pinsel doppelt voll und wird schließlich bismarcktoll“

Er war auch im journalistischen und belletristischen Bereich aktiv und schuf zahlreiche humoristische Bildern mit Wirtshausszenen oder von ländlichen Musikanten und andere Genrebilder. Sein von Franz von Stuck und den Münchner Symbolisten beeinflusstes Werk zeigt typische Motive und Bildfindungen der spätromantischen und wilhelminischen Epoche. Die letzteren Lebensjahre verbrachte er zurückgezogen in Schleißheim. Zu der in München abgehaltenen Totenfeier Otto von Bismarcks hatte er zudem ein Gedicht verfasst, das am 13. August 1898 in der Allgemeinen Zeitung abgedruckt wurde. Wilhelm von Diez fertigte ein Gemälde von ihm an. Er wurde am 8. September auf dem Friedhof von Hochmutting beigesetzt.

## Werke (Auswahl)
- Der Brief
- Tiroler Wildprethändler 1872
- Der Nachwuchs 1877

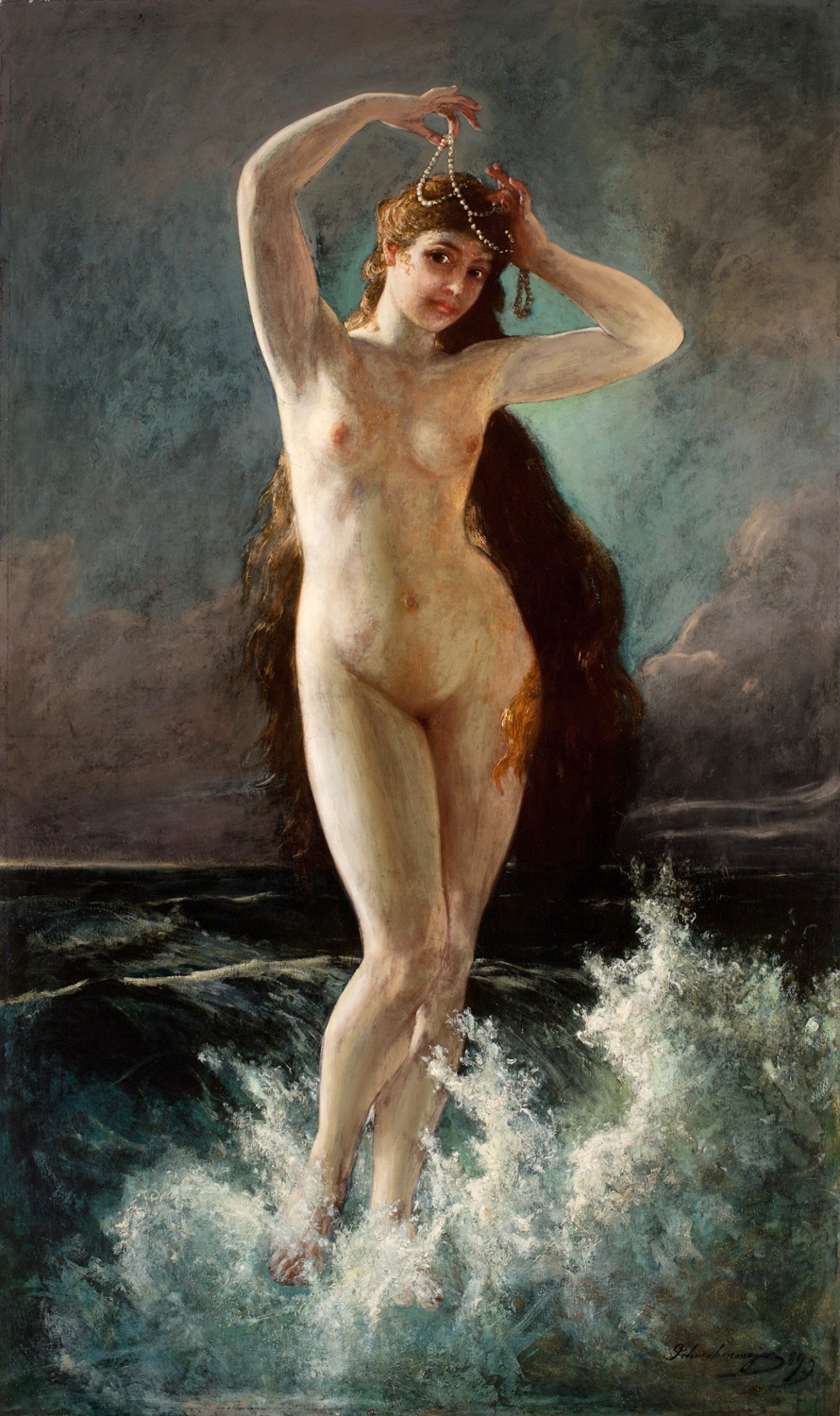
Badendes Mädchen

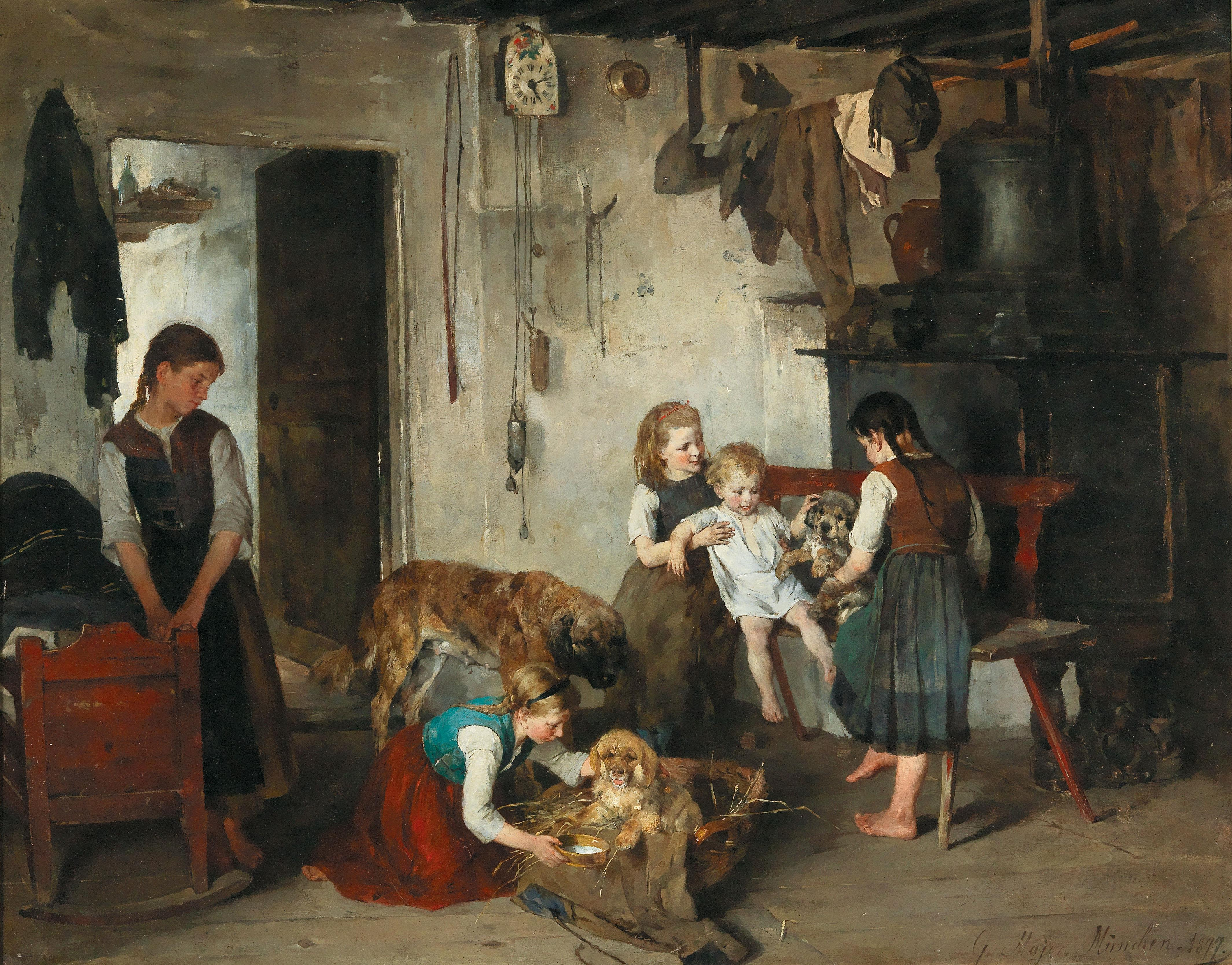
Der Nachwuchs (1877)

- Ein über dem Studium eingeschlafener Mönch 1879
- Das Innere einer Schmiede 1880
- Die Waffenprobe des Schwertfegers 1886
- Kleopatra mit der Natter 1886
- Charakterköpfe behäbiger Schnupfer, vergnüglicher Raucher
- Kartenspieler und Schnapsbrüder
- Anadyomene 1889
- Zwei Schuhplattler 1889 (angefertigt für die Aktienbrauerei vorn Bayerischen Löwen auf der Ausstellung in Brüssel)[5]
- Badendes Mädchen 1890
- Aus der Umgebung Schleißheims 1900

Schriften
- Allotria vom Schwabenmajer – Heitere Reimereien. Fr. Bassermann, München [1879] (Illustriert von Ferdinand Barth, Wilhelm von Diez, August Holmberg, Friedrich August von Kaulbach, Heinrich Lossow, Rudolf von Seitz und andern, digital.ub.uni-paderborn.de).
- Fastgruß des Königs Winter : Vorspiel zum Künstler-Maskenfest gedichtet von Gustav Majer und Dr. Carl Lang. Huttler & Cie, München 1886 (digitale-sammlungen.de).
- Aphorismen. In: Die Kunst für alle: Malerei, Plastik, Graphik, Architektur. 14. Jahrgang, Heft 6, 15. Dezember 1898, doi:10.11588/diglit.12049 (digi.ub.uni-heidelberg.de).